# 1146 Biarmia
1146 Biarmia è un asteroide della fascia principale del diametro medio di circa 31,14 km. Scoperto nel 1929, presenta un'orbita caratterizzata da un semiasse maggiore pari a 3,0528201 UA e da un'eccentricità di 0,2505120, inclinata di 17,02852° rispetto all'eclittica.
Il suo nome fa riferimento alla leggendaria terra di Bjarmaland, menzionata nella letteratura normanna.